# Patoo Abraham
Patoo Abraham (nascida em 1966) é uma prostituta nigeriana e ativista pelos direitos das trabalhadoras do sexo, que defende a legalização do trabalho sexual na Nigéria e a descriminalização das mulheres em prostituição. Desde 2014, é líder da Aliança Africana de Trabalhadoras do Sexo (AAES) na Nigéria. É também presidente da Women of Power Initiative (WOPI), ONG criada para melhorar as condições do trabalho sexual na Nigéria. Organizou várias manifestações nas ruas de Lagos contra abusos e estigmatização sofridos pelas trabalhadoras do sexo.

## Ativismo
Abraham integrou e liderou duas organizações que defendem os direitos das trabalhadoras do sexo na África: a seção nigeriana da Aliança Africana de Trabalhadoras do Sexo e a Women of Power Initiative.
Em 2014, como líder da seção nigeriana da AAES, conduziu vários protestos por direitos e proteção das trabalhadoras do sexo na Nigéria. Seu objetivo era garantir às profissionais do trabalho sexual os mesmos direitos e respeito atribuídos a qualquer outra profissão. Em entrevista durante as manifestações em Lagos, declarou: “Estamos cansadas de morrer em silêncio. Queremos exercer nossa profissão com orgulho, como qualquer outra pessoa. Queremos o fim dos termos pejorativos e da estigmatização.”
Além dos protestos de rua, Abraham manteve a defesa pela legalização do trabalho sexual por meio de sua atuação na AAES e na WOPI, onde atuou como presidente. A WOPI era uma ONG voltada a apoiar e valorizar a profissão das trabalhadoras do sexo.

### Aliança Africana de Trabalhadoras do Sexo
Em 2014, Abraham chefiou a seção nigeriana da AAES. A AAES é dirigida por trabalhadoras do sexo; sua missão é apoiar os direitos dessas profissionais e “defender e promover a saúde e os direitos humanos de trabalhadoras do sexo de todos os gêneros”. Fundada em 2009, uniu grupos de trabalhadoras do sexo, ativistas e ONGs em prol da igualdade de direitos.
Sob sua liderança, a seção nigeriana da AAES organizou protestos de rua em Lagos em defesa da igualdade.
A AAES pauta suas ações em seis valores principais: Prestação de Contas e Transparência; Igualdade e Justiça; Voz e Autonomia; Respeito; Diversidade e Inclusão; e Solidariedade. Esses princípios orientam todas as atividades da organização.
Durante o período em que Abraham liderou a AAES, foi realizado o estudo qualitativo “We Fit in the Society by Force: Sex Work and Feminism in Africa”, que teve participantes da AAES como objeto de pesquisa.

### Protestos de rua em Lagos

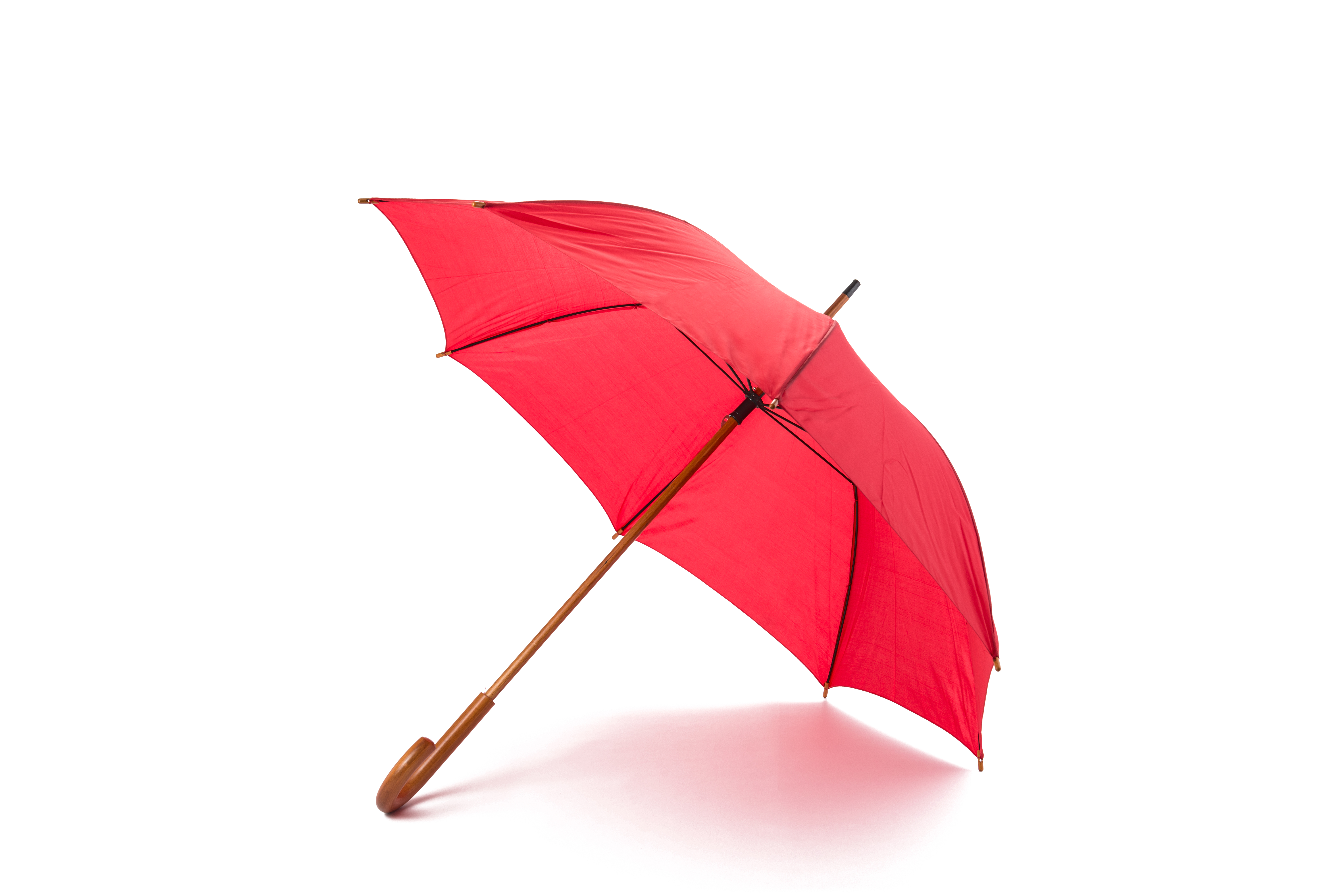
Um guarda-chuva vermelho, símbolo do Dia Internacional de Combate à Violência contra Trabalhadoras do Sexo, carregado por Abraham e outros manifestantes

Abraham liderou os protestos de rua em Lagos. Todos os manifestantes vestiam camisetas com a inscrição “Trabalho sexual é trabalho, queremos nossos direitos”. Carregaram guarda-chuvas vermelhos em homenagem ao projeto Red Umbrella, criado na Itália em 2001 como símbolo de resistência à discriminação. O símbolo foi registrado pela Aljazeera durante as manifestações. As mobilizações tiveram cobertura de veículos como Aljazeera, Legit.ng e Daily Post Nigeria. Apesar das manifestações, o Código Penal nigeriano continua criminalizando a prostituição.